# Autoroute A32 (Italie)
Pour les articles homonymes, voir A32.

Tracé A32 Autoroute du Fréjus

Plan de l'A32 - Autoroute du Fréjus

L'autoroute A32 ou autoroute du Fréjus relie Turin à Bardonnèche et à la France par le tunnel du Fréjus en Val de Suse. Son tracé total fait 72,4 km dont 19 en viaducs et 18 en tunnels.

## Historique
La construction de l'A32 débuta immédiatement après l'ouverture du tunnel routier du Fréjus au mois de juillet 1980. Dès 1983, le premier tronçon Savoulx-Tunnel du Fréjus fut inauguré. Quasiment tout en viaduc, ce tronçon a été ouvert avec une seule chaussée de trois voies, deux réservées à la montée vers le tunnel et une à la descente vers Turin.

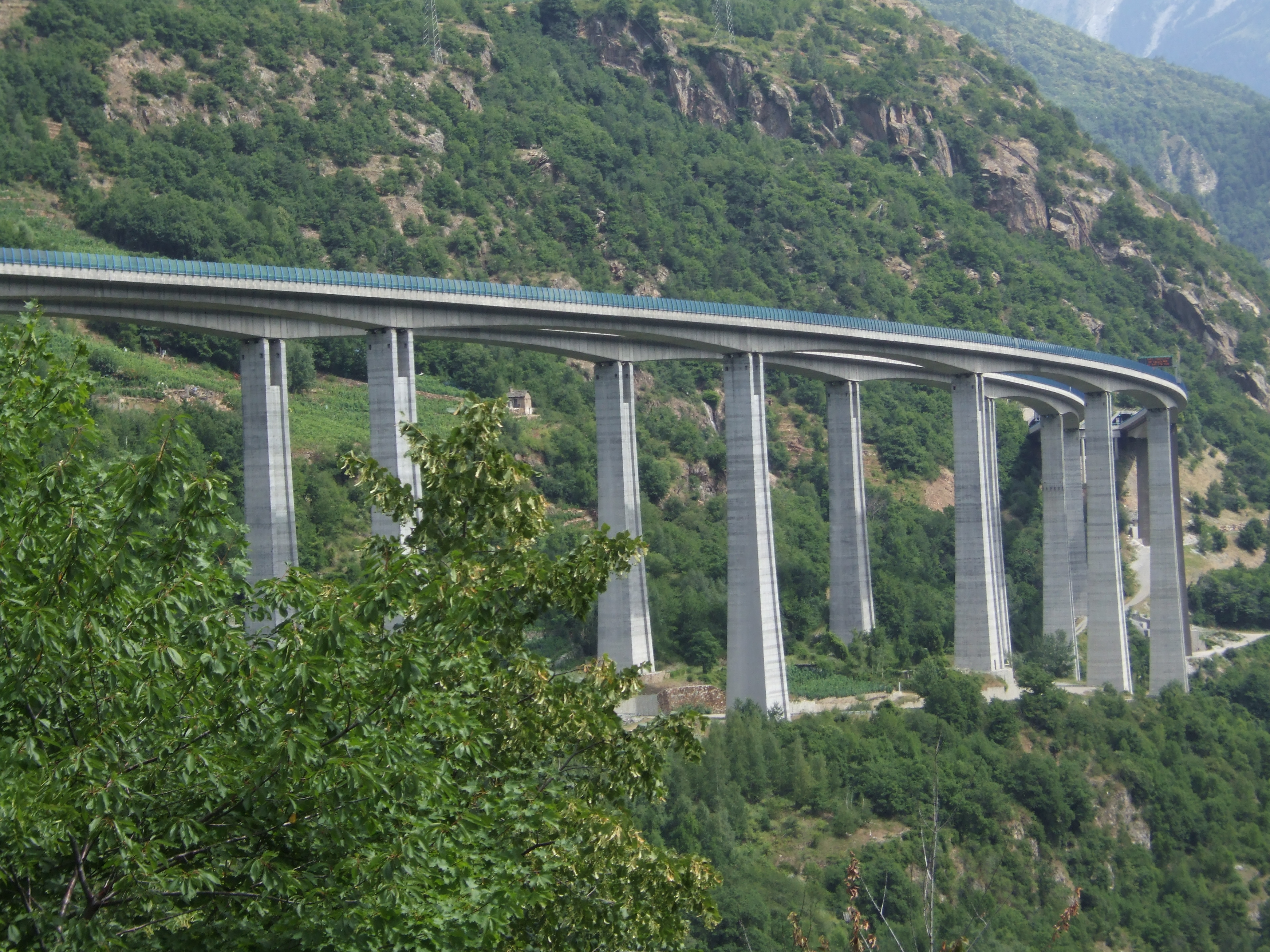
Le viaduc de Ramat, l'un des plus importants ouvrages de l'autoroute

En 1987, le tronçon Deveys-Savoulx est ouvert à la circulation. Il comprenait deux chaussées à deux voies séparées. Les travaux du tronçon entre Suse et Deveys, avec un tracé très difficile, avaient débuté en 1985. Parallèlement, en aval, les travaux progressaient depuis la barrière de péage de Bruere et l'échangeur de Rivoli avec le raccordement sur la Tangenziale de Turin A55. Les tronçons Avigliana-Bussolin et Rivoli-Avigliana furent tous ouverts en 1990.
Au mois de novembre 1992, le tronçon le plus délicat et difficile de Suse Est à Deveys avec le tunnel de Cels, d'une longueur de 5,2 km furent ouverts à la circulation.
Le tracé était quasiment terminé à l'exception du tronçon entre Bussolin et Suse Est avec le tunnel Prapontin de 4,4 km. Ce tronçon sera terminé au cours de l'été 1994.
Un certain nombre d'échangeurs ont ensuite été ajoutés à ceux initialement prévus, comme en 1997 celui Oulx Ouest qui dessert la route S.S. 24 du Montgenèvre avec un long tunnel dans l'échangeur. 
Les derniers Jeux olympiques d'hiver de Turin 2006 ont permis de doubler le petit tronçon juste avant l'entrée italienne du tunnel du Fréjus jusqu'à Savoulx, ce qui permet actuellement de parcourir le trajet de la sortie immédiate du tunnel du Fréjus jusqu'à un point quelconque d'Italie sur autoroute à deux chaussées, sans interruption.
La gestion de cette artère A32-E64 est donnée en concession à la société Società Italiana per il Traforo Autostradale del Frejus (SITAF) ainsi que la moitié du tunnel du Fréjus sous la responsabilité de l'Italie.
Après le passage du Fréjus, l'autoroute reprend en France, après quelques kilomètres de nationale en forte pente jusqu'à Modane, sous la dénomination A43, vers Chambéry et Lyon, avec un tronçon et un tunnel à voie unique.

### Tracé

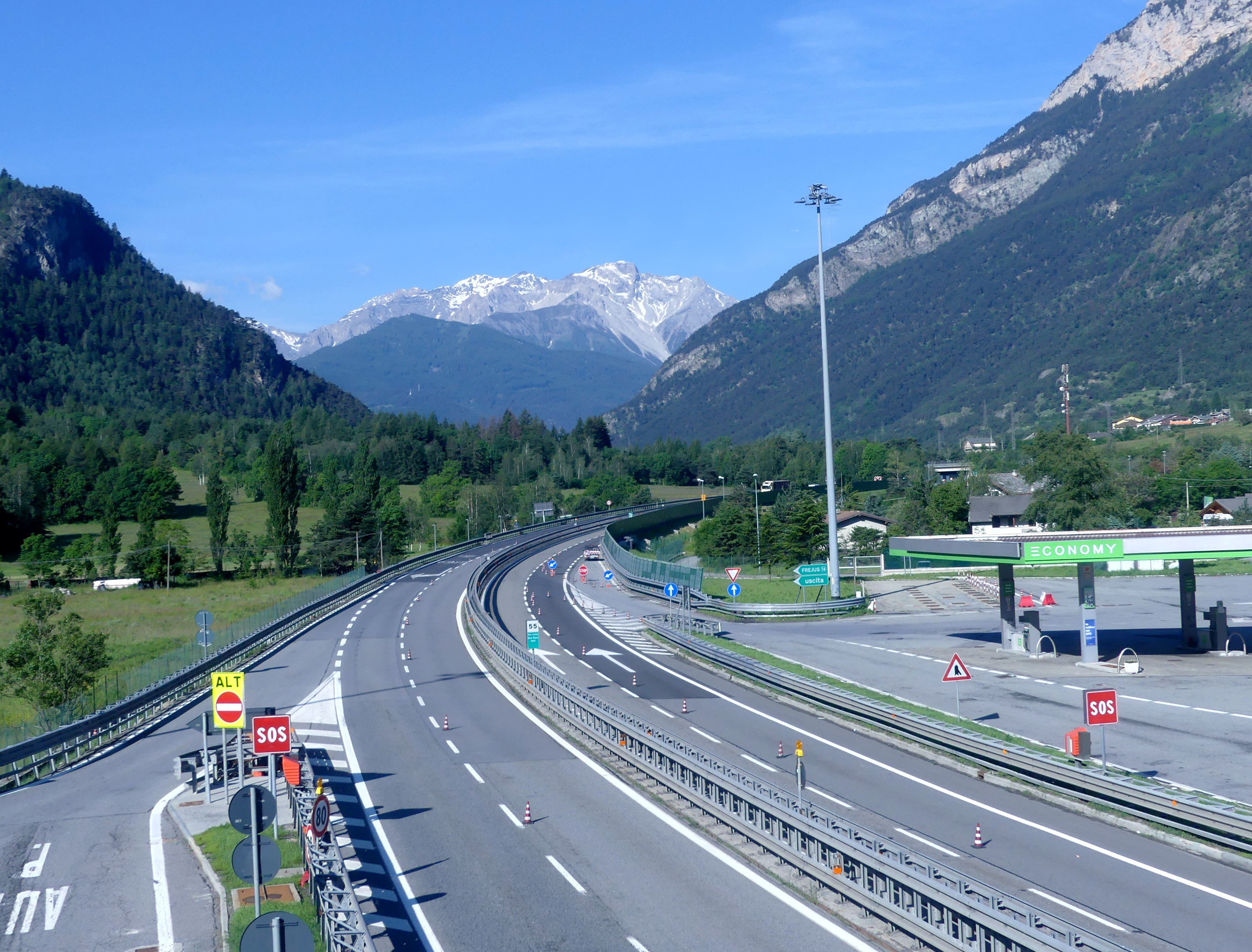
L'A32 à Salbertrand en amont de Suse, en direction du tunnel du Fréjus.

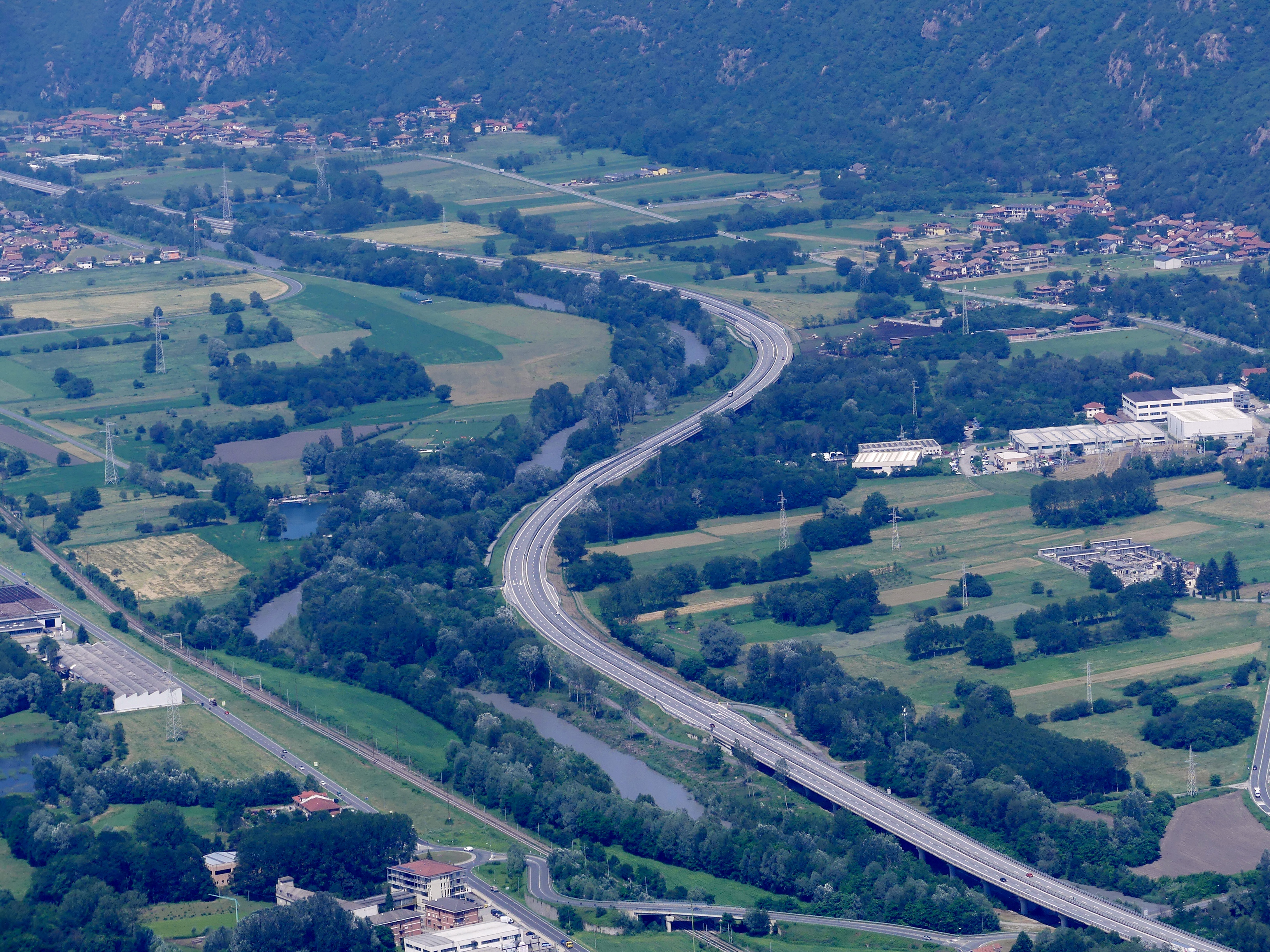
L'A32 vue depuis la sacra di San Michele.

| TURIN - FREJUS Autostrada del Frejus |                                              |      |      |           |                  |
| Type                                 | Indications                                  | ↓km↓ | ↑km↑ | Provinces | Route européenne |
|                                      | Périphérique Nord de Turin                   | -    | -    | TO        | E70              |
|                                      | Aire de services Rivoli                      | 0    | 73   | TO        | E70              |
|                                      | Rivoli - Rosta Zone industrielle             | 0    | 73   | TO        | E70              |
|                                      | Veillane Est                                 | 7    | 66   | TO        | E70              |
|                                      | Veillane Ouest - Almese                      | 9    | 64   | TO        | E70              |
|                                      | Barrière Veillane                            |      |      | TO        | E70              |
|                                      | Bourgon                                      | 24   | 43   | TO        | E70              |
|                                      | Chanoux                                      | 28   | 45   | TO        | E70              |
|                                      | Suse                                         | 35   | 38   | TO        | E70              |
|                                      | Suse Est Autoport                            | 36   | 37   | TO        | E70              |
|                                      | Suse Ovest - Vénaux                          | 40   | 33   | TO        | E70              |
|                                      | Aire de services Gran Bosco Salbertrand      | 54   | 19   | TO        | E70              |
|                                      | Barrière Salbertrand                         | 57   | 16   | TO        | E70              |
|                                      | Oulx Est                                     | 59   | 14   | TO        | E70              |
|                                      | Oulx Ouest                                   | 61,5 | 11,5 | TO        | E70              |
|                                      | Périphérique de Oulx                         |      |      | TO        | E70              |
|                                      | Savoulx                                      | 65   | 8    | TO        | E70              |
|                                      | Bardonnèche                                  | 72   | 1    | TO        | E70              |
|                                      | Aire de services Frejus                      | 73   | 0    |           | E70              |
|                                      | Tunnel du Fréjus                             | -    | -    | -         | E70              |
|                                      | Autoroute de la Maurienne Frontière - France | -    | -    | -         | E70              |

### Aires de service
- Aire de service Fréjus sud et nord
- Aire de service Salbertrand ouest et est (Gran Bosco)
- Aire de service Rivoli sud et est